# Christian Vander
Christian Vander (ur. 24 października 1980 w Willich) – niemiecki piłkarz występujący na pozycji bramkarza. Pod koniec sezonu 2012/2013 zakończył karierę.

## Kariera
Vander zawodową karierę rozpoczynał w drugoligowym klubie KFC Uerdingen 05. W 1997 roku trafił do jego juniorów, a rok później został przesunięty do pierwszej drużyny. W 2. Bundeslidze zadebiutował 9 maja 1999 w wygranym 3:0 meczu z SpVgg Unterhaching. W sezonie 1998/1999 w lidze zagrał pięć razy, a jego klub zajął 16. miejsce w tabeli i spadł do Regionalligi Süd. W Uerdingen Vander spędził jeszcze rok.
W 2000 roku przeszedł do pierwszoligowego VfL Bochum. Od czasu przyjścia do klubu Vander pełnił rolę rezerwowego bramkarza dla Reina van Duijnhovena. W Bundeslidze Vander zadebiutował 10 marca 2001 w przegranym 2:3 spotkaniu z 1. FC Köln. W sezonie 2000/2001 zajął z klubem 18. miejsce w lidze i spadł z nim do drugiej ligi. Po roku jego klub powrócił do Bundesligi. W sezonie 2004/2005 ponownie spadł do drugiej ligi. Wówczas Vander odszedł z klubu.
Został zawodnikiem pierwszoligowego Werderu Brema. Stał się wówczas trzecim bramkarzem zespołu (rezerwowy dla Tima Wiese i Andreasa Reinke). W barwach Werderu zadebiutował 1 kwietnia 2006 w wygranym 1:0 ligowym pojedynku z Eintrachtem Frankfurt. W sezonie 2005/2006 wywalczył z klubem wicemistrzostwo Niemiec. W sierpniu 2006 zdobył z klubem Puchar Ligi Niemieckiej. W 2007 roku zajął z klubem 3. miejsce w lidze. W tym samym roku karierę zakończył Andreas Reinke i Vander stał się drugim bramkarzem Werderu. W 2008 roku ponownie wywalczył z klubem wicemistrzostwo Niemiec.